# Студентернас ІП
«Студентернас Ідроттсплац» (швед. Studenternas idrottsplats) — багатофункціональний стадіон у місті Уппсала, Швеція, домашня арена ФК «Сіріус». 
Стадіон побудований та відкритий у 1909 році. Арена має унікальну універсальність, оскільки її спеціалізація змінюється зі зміною сезонів протягом року. Влітку тут проходять футбольні матчі, матчі з хокею на траві та змагання з легкої атлетики. Взимку — матчі з хокею на льоду, змагання з фігурного катання. Також у зимовий період стадіон є громадською ковзанкою. потужність арени для літніх заходів становить 6 300 глядачів, зимових — 8 000 глядачів. Для фіналів Чемпіонату Швеції з хокею з м'ячем встановлювалися тимчасові трибуни, в результаті чого потужність стадіону становила 20 000 глядачів. Однак під час фіналу 2010 року на арені перебувало 25 560 глядачів, що є її абсолютним рекордом.
Окрім ФК «Сіріус», стадіон є домашньою ареною цілого ряду хокейних клубів. Арена є головною спортивною спорудою спортивного клубу «Уппсала».
Протягом 1991—2012 років стадіон був незмінним місцем проведення фінальних матчів Чемпіонату Швеції з хокею з м'ячем.
Серед місцевих мешканців та вболівальників арена має прізвисько «Студан» як скорочена версія назви.
У 2017 році розпочато капітальну реконструкцію літнього майданчика арени. Проект передбачає перебудову трибун, в результаті чого місткість збільшиться до 10 000 глядачів із можливістю розширення до 15 000 місць під час концертів. Відкриття стадіону після реконструкції планується на 2020 рік.